# ON THE ROAD 2022 LIVE at 武道館
『ON THE ROAD 2022 LIVE at 武道館』（オン・ザ・ロード2022ザ・ライヴ・アット・ぶどうかん）は、2022年7月6日に発売された浜田省吾13作目の映像作品。

## 概要
前作『ON THE AVENUE 2013「曇り時々雨のち晴れ」』から1年7ヶ月ぶりとなる映像作品。
本作は、2022年1月6日と7日に日本武道館で開催された同名ライブイベントから、1月7日の公演を収録した映像作品で、40年前の初武道館公演のセットリスト・全22曲を完全再現している。
ライブビデオとしては初めて「壁にむかって」「愛という名のもとに」「High School Rock & Roll」が収録された。
完全生産限定盤には1970年代からの貴重な写真や、浜田自身がアルバム「Home Bound」の海外レコーディングを記録した日誌等を含むテキストで構成されたブックレット「ON THE ROAD SINCE 1982」を同梱している。

## リリース
Blu-ray（1枚）とDVD（2枚組）の2形態でリリースされた。
特典ブックレットを同梱した2形態の完全生産限定盤＜BD-BOX（1BD）・DVD-BOX（2DVD）＞も同時発売された。

## 収録曲

### DVD

#### Disc-1
1. 壁にむかって
「A PLACE IN THE SUN at 横浜スタジアム」以来約38年ぶりの演奏。
映像でのリリースは初。
2. 明日なき世代
『Welcome back to The 80's Part-1 「終りなき疾走～ALL FOR RUN」』以来約2年ぶりの演奏。
通常のコンサートでは、メドレーでの演奏を除き「A PLACE IN THE SUN at 渚園」以来約34年ぶりの演奏。
3. 青春のヴィジョン
『Welcome back to The 70's 「君が人生の時〜Time of Your Life」』以来約3年ぶりの演奏。
通常のコンサートでは「A PLACE IN THE SUN at 福岡海の中道」以来約39年ぶりの演奏。
4. 土曜の夜と日曜の朝
『Welcome back to The 80's Part-1 「終りなき疾走～ALL FOR RUN」』以来約2年ぶりの演奏。
通常のコンサートでは「ON THE ROAD 2016 "Journey of a Songwriter"since 1976」以来約6年ぶりの演奏。
5. 愛という名のもとに
『Welcome back to The 80's Part-1 「終りなき疾走～ALL FOR RUN」』以来約2年ぶりの演奏。
通常のコンサートでは「ON THE ROAD 2006-2007 "MY FIRST LOVE IS ROCK'N'ROLL"」以来約14年ぶりの演奏。
映像でのリリースは初。
6. モダンガール
「ON THE ROAD 2016 "Journey of a Songwriter"since 1976」以来約5年ぶりの演奏。
「ROAD OUT "MOVIE"」以来の映像化。
7. 君の微笑
『Welcome back to The 70's 「君が人生の時〜Time of Your Life」』以来約3年ぶりの演奏。
通常のコンサートでは「ON THE ROAD 2001 THE MONOCHROME RAINBOW 1999 Spring Tour」以来約23年ぶりの演奏。
バンド演奏でのリリースは初。
8. 悲しみは雪のように
『Welcome back to The 80's Part-1 「終りなき疾走～ALL FOR RUN」』以来約2年ぶりの演奏。
通常のコンサートでは「ON THE ROAD 2011 "The Last Weekend"」以来約10年ぶりの演奏。
9. いつわりの日々
『Welcome back to The 70's 「君が人生の時〜Time of Your Life」』以来約3年ぶりの演奏。
通常のコンサートでは「ON THE ROAD '85」以来約36年ぶりの演奏。
10. 路地裏の少年
『Welcome back to The 70's 「君が人生の時〜Time of Your Life」』以来約3年ぶりの演奏。
通常のコンサートでは「ON THE ROAD 2016 "Journey of a Songwriter"since 1976」以来約5年ぶりの演奏。
11. ラストショー
『Welcome back to The 80's Part-1 「終りなき疾走～ALL FOR RUN」』以来約2年ぶりの演奏。
通常のコンサートでは「ON THE ROAD 2016 "Journey of a Songwriter"since 1976」以来約5年ぶりの演奏。
12. 片想い
「ON THE ROAD 2016 "Journey of a Songwriter"since 1976」以来約6年ぶりの演奏。
「ON THE ROAD "FILMS"」以来の映像化。
13. 陽のあたる場所
『Welcome back to The 80's Part-1 「終りなき疾走～ALL FOR RUN」』以来約2年ぶりの演奏。
通常のコンサートでは「ON THE ROAD 浜田省吾"AT 武道館"」以来約20年ぶりの演奏。
14. 終りなき疾走
『Welcome back to The 80's Part-1 「終りなき疾走～ALL FOR RUN」』以来約2年ぶりの演奏。
通常のコンサートでは「ON THE ROAD 2016 "Journey of a Songwriter"since 1976」以来約5年ぶりの演奏。
「初恋」のワンフレーズが曲の前に演奏された。
15. 独立記念日
『Welcome back to The 80's Part-1 「終りなき疾走～ALL FOR RUN」』以来約2年ぶりの演奏。
通常のコンサートでは「ON THE ROAD 2011 "The Last Weekend"」以来約10年ぶりの演奏。
16. 反抗期
『Welcome back to The 80's Part-1 「終りなき疾走～ALL FOR RUN」』以来約2年ぶりの演奏。
通常のコンサートでは「ON THE ROAD 2011 "The Last Weekend"」以来約10年ぶりの演奏。
17. 東京
『Welcome back to The 80's Part-1 「終りなき疾走～ALL FOR RUN」』以来約2年ぶりの演奏。
通常のコンサートでは「ON THE ROAD 2001 THE MONOCHROME RAINBOW 2000 Tour」以来約22年ぶりの演奏。
18. 愛の世代の前に
「ON THE ROAD 2016 "Journey of a Songwriter"since 1976」以来約5年ぶりの演奏。

#### Disc-2
1. あばずれセブンティーン
「Welcome back to The 80's Part-1 「終りなき疾走～ALL FOR RUN」以来約2年ぶりの演奏。
通常のコンサートでは「ON THE ROAD 2006-2007 "MY FIRST LOVE IS ROCK'N'ROLL"」以来約14年ぶりの演奏。
2. High School Rock & Roll
メドレーでの演奏を除き「ON THE ROAD 2016 "Journey of a Songwriter"since 1976」以来約5年ぶりの演奏。
映像でのリリースは初。
3. Midnight Blue Train
「ON THE ROAD 2016 "Journey of a Songwriter"since 1976」以来約5年ぶりの演奏。
4. ラストダンス
「Welcome back to The 70's 「君が人生の時〜Time of Your Life」以来約3年ぶりの演奏。

#### SPECIAL FEATURES（完全生産限定盤のみ）
1. 終りなき疾走 (Special Edition)
2. 愛の世代の前に (Special Edition)

### Blu-ray
1. 壁にむかって
2. 明日なき世代
3. 青春のヴィジョン
4. 土曜の夜と日曜の朝
5. 愛という名のもとに
6. モダンガール
7. 君の微笑
8. 悲しみは雪のように
9. いつわりの日々
10. 路地裏の少年
11. ラストショー
12. 片想い
13. 陽のあたる場所
14. 終りなき疾走
15. 独立記念日
16. 反抗期
17. 東京
18. 愛の世代の前に
19. あばずれセブンティーン
20. High School Rock & Roll
21. Midnight Blue Train
22. ラストダンス

#### SPECIAL FEATURES（完全生産限定盤のみ）
1. 終りなき疾走 (Special Edition)
2. 愛の世代の前に (Special Edition)

## 参加ミュージシャン
- 浜田省吾 - Vocal, Guitar & Harmonica
- 小田原豊 - Drums
- 美久月千晴 - Bass
- 長田進 - Guitar
- 町支寛二 - Guitar & Vocal
- 河内肇 - Piano
- 福田裕彦 - Keyboards
- 古村敏比古 - Saxophone
- 清岡太郎 - Trombone
- 佐々木史郎 - Trumpet
- 竹内宏美 - Vocal
- 中嶋ユキノ - Vocal